# ベラム

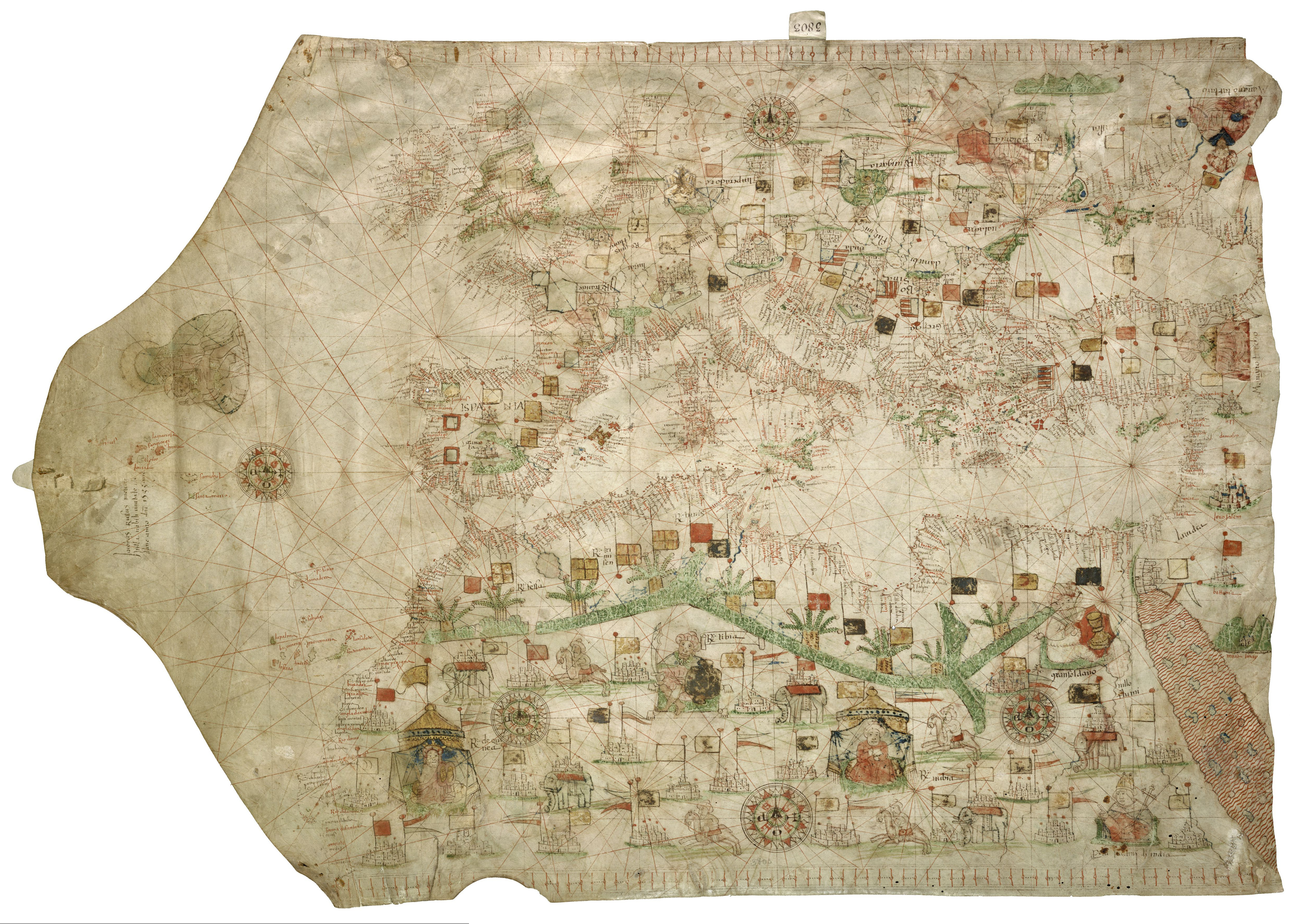
1533年に作られた羅針儀海図

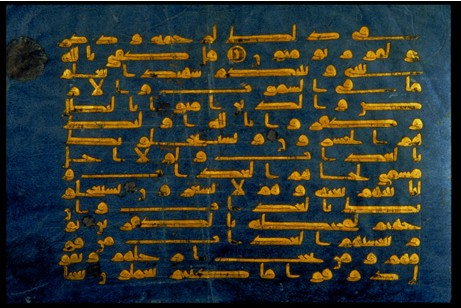
10世紀のベラムを藍染めし、金で書かれたコーラン

ベラム（英語: vellum、別名：ヴェラム、犢皮紙・とくひし）とは、子牛などの動物の皮をなめして作った皮紙である。
パーチメント（羊皮紙）が、この素材のカテゴリに含まれたり別名とされる。しかし厳密にいえば、パーチメントがヤギから作られるのに対し、ベラムと呼ばれるものは子牛から作られたもの、もしくは高級な紙を指す。今日においては、質感が似た紙（擬羊皮紙、別名：硫酸紙）などにも使用される。
ベラムは一般的に滑らかで耐久性があるが、処理方法によって大きく異なる。

## 言葉について

### 語源
ラテン語で「子牛から作った」を意味する vitulinum を由来とし、古フランス語で「子牛皮」を意味する velin を通してVellumとなった 。

### 専門用語
ヨーロッパでは、古代ローマ時代から「ベラム」という用語は、子牛、子羊、ヤギ、その他（馬、豚、ラクダ、ロバ、鹿、リス、ウサギ・・・）などの皮から作られた高品質な紙の呼称として使用された。最高品質とされる「uterine vellum（ユータライン・ベラム、ウテリン･ベラム「子宮ベラム」の意）」は、死産児・胎児の皮から作られると言われていたが、若い動物の皮から作られたものにも使用される。しかしながら、これらの用語の境界については長い間ぼやけていた。

### パーチメントとの区別
元の語源に近いフランスでは子牛だけからのものとしているが、英国規格協会では種に関係なく裂けた皮から作られたものとしてパーチメント、裂けてないものをベラムと定義した 。
製本などの実務者レベルでは、子牛製のものがベラム、それ以外はパーチメントとしている。

## 製造
生皮を石灰（水酸化カルシウム）や水で洗い。石灰水に1日から数日さらし（その後、脱毛酒：dehairing liquor と呼ばれる植物を発酵させた物に浸す場合もある）、毛を柔らかくしてから除去する。奇麗になったところで、内側と外側を区別して処理する。内側の面は外側の生前の傷などがある面よりきれいである。また膜には veining（静脈）と呼ばれるパターンがある。
残った毛を擦ったりなどして除去し、herseと呼ばれるフレームに取り付け乾燥させる。その際は、外周部に小石を包み破けないよう紐で引っ張る。まだ濡れているうちに、軽石の粉を内側面に擦るなどの工程を行う作業者もいた。皮はコラーゲンからなるので、一度乾燥すると形状が保持される。その後、三日月形のナイフ（lunarium、または lunellum と呼ばれる。古代ではフリントが使用された。）で最後の毛の処理を行う。
使用者の要求するサイズに裁断する。丸い平らな物で摩り（pouncing）、インクをしみこみやすくする。滑らかで白くするために、石灰、小麦粉などをこすりつける作業や、別の色に染色することもあった。

## 用途
半透明であるため今ではトレーシングペーパー(別名：擬羊皮紙）が使用されるような書き写しや青図などに使用されていた。また、政府機関などの格式のある書類で使用されていた。しかし、1849年以来使用していた英国議会は年間8万ポンドのコスト削減のため2016年に終了した。
1500年以降では、広く画家が使用するキャンバスとして使用されていたが、水彩画の技法が広がると滲みの効果が悪かったため別の紙が使用されるようになった。
その他、製本時のカバーやリンプ・ヴェラム装丁、ユダヤ教の経典、バンジョーやバウロンなどの楽器を使用するオーケストラ等で使用される。

## 製造する会社
製造が煩雑で代替品もあることから製造量は低下しており、イギリスのバッキンガムシャーを本拠地とする William Cowley（創立1870年 - 現在）が唯一の会社となっている。